# Холевас, Димитриос
Дими́триос Холе́вас (греч. Δημήτριος Χολέβας; 26 января 1907, Tsoukka, Фтиотида — 16 июля 2001, Афины) — архипресвитер, православный греческий священник и видный член Сопротивления, во время Второй мировой войны сражался в рядах ЭЛАС (Народно-освободительная армия Греции) и был военным священником её 13-й дивизии. Более всего известен как Папа-Холевас (греч. Παπαχολέβας — Поп Холевас)

## Биография
Холевас родился в 1907 году в селе Цука, Фтиотида, но вырос в соседнем Макракоми. Получил университетское образование по литературе и археологии (Афинский университет и Университет Аристотеля в Салониках). В 1938 году был рукоположен в священники. В годы тройной германо-итало-болгарской оккупации Греции, пренебрегая «отеческими советами» митрополита Фтиотиды Амвросия духовенству «убедить партизан сдать оружие» оккупантам, вступил в ЭЛАС (в 1942 году), где принял псевдоним «Папафлессас».
Холевас стал военным священником 13-й дивизии ЭЛАС, и позже депутатом Политического Комитета Национального Освобождения ПЭЭА, более известного как «Правительство гор». В 1943 году он организовал съезд священников в Сперхиасе. Он также основал «Пан-клерикальный Православный Союз духовенства», который сплотил в своих рядах 4,000 священников, и был избран его генеральным секретарём.
По окончании войны Холевас был гоним властями за его сотрудничество с руководимым коммунистами ЭЛАС: в 1945 году Синодальный суд приостановил на 3 года его духовный сан. В 1947 году он был сослан в ссылку на остров Икария. Как филолог и священник он преподавал в школах Ламии, Лавриона, островов Лерос и Родос и муниципалитета Никея, Пирей. В 2001 году Священный Синод греческой церкви (Элладская православная церковь) наградил его Золотым Крестом Апостола Павла за его вклад в Сопротивление. Архипресвитер Холевас был женат и имел 5 детей.
Димитриос Холевас умер 16 июля 2001 года и был похоронен в селе Макракоми, Фтиотида.